# Phaius mannii
Phaius mannii är en orkidéart som beskrevs av Heinrich Gustav Reichenbach. Phaius mannii ingår i släktet Phaius och familjen orkidéer. Inga underarter finns listade i Catalogue of Life.